# Seqüència Shine-Dalgarno
La seqüència Shine-Dalgarno és una seqüència de ARN missatger pròpia dels transcrits de procariotes. Es tracta d'una seqüència situada uns 6 o 7 nucleòtids abans del codó d'inici de la traducció i regula la seva iniciació. Està formada per una seqüència consens característica: «AGGAGG», que és complementària a una zona del 3' del ARN ribosomal 16S (la denominada «seqüència anti-Shine-Dalgarno» i que posseeix, per tant, la forma «UCCUCC»). La interacció de totes dues seqüències fa possible la unió del ribosoma al 5' del ARN missatger, i facilita el reconeixement del codó d'inici i la subsegüent síntesi proteica. La seqüència va ser descrita pels investigadors australians John Shine i Lynn Dalgarno l'any 1975.
Als eucariotes no existeix una seqüència tan conservada, fet que ha portat a suggerir que la interacció de l'ARN amb el ribosoma ocorre en regions properes a l'extrem 5', des d'on el ribosoma es mou fins a trobar la seqüència Kozak, iniciant la traducció en el codó AUG contingut en aquesta seqüència.